# LG 옵티머스 시크
LG 옵티머스 시크(LG Optimus Chic)는 LG전자가 2010년 12월에 출시한 보급형 안드로이드 스마트폰이다.

## 색상
- 블랙
- 화이트
- 레드

## 안드로이드2.2 프로요
옵티머스 시크는 2.2 프로요를 탑재하여 출시했다.

## 같이 보기
- 스마트폰 비교
- 갤럭시 넥서스